# Leni
Leni a Tirrén-tengerben, Szicíliától északra elhelyezkedő Lipari-szigetek Salina nevű tagjának egyik települése. A kisváros az olaszországi Szicília régió Messina megyéjének része, és közigazgatási szempontból önálló.
Leni a sziget középső részén található a Monte Fossa delle Felci (962 m) és a Monte dei Porri (860 m) nevű kialudt vulkáni kúpok közötti völgyben. Lenihez tartozik a déli tengerpart egyetlen települése, Rinella és a magasabban fekvő Valdichiesa is. A két önálló igazgatású szomszédos település a szintén a Salina-szigeten lévő Malfa és Santa Marina Salina.
A kisváros 650 fős lakossága elsősorban a turizmusból él, de a mai napig fontos bevételi forrás a halászat, a borászat és a kapribogyó-termelés is. A település önkormányzata 1909-ben vált külön Salina többi részétől. A Leni elnevezés görög eredetű: valószínűleg a Heléna női névből alakult át.
Lenitől északra, Valdichiesa határában áll a Madonna del Terzito-kegytemplom, amely a Lipari-szigetek legidősebb Mária-kegyhelye. A templomot 1622-től építették ókori római szentély maradványai felett.
A népesség alakulása